# Make My Day (musikalbum)
Make My Day är ett studioalbum av den norska sångaren Maria Mittet. Det gavs ut den 14 juni 2010 och innehåller 10 låtar. Albumet innehåller bland annat låten "Make My Day" som Mittet deltog med i Norsk Melodi Grand Prix 2010. Med på låten "Precious to Me" är den svenska sångaren Måns Zelmerlöw.

## Låtlista
| Nr  | Titel                           | Längd |
| --- | ------------------------------- | ----- |
| 1.  | My Heart Is Singing             | 3:51  |
| 2.  | Extra Mile                      | 3:40  |
| 3.  | Make My Day                     | 3:00  |
| 4.  | Cold Souls                      | 3:35  |
| 5.  | Born Again                      | 3:35  |
| 6.  | Precious to Me                  | 2:52  |
| 7.  | Save Me                         | 3:10  |
| 8.  | Get Back                        | 2:35  |
| 9.  | Under Repair (Living Room Miks) | 3:28  |
| 10. | Under Repair (Vossa Mix)        | 3:34  |

Spår 10 är ett bonusspår som endast finns med på den digitala versionen av albumet som säljs på Itunes Store.

## Listplaceringar
| Lista | Topplacering |
| ----- | ------------ |
| Norge | 39           |